# Sylvicola andinus
Sylvicola andinus är en tvåvingeart som först beskrevs av Edwards 1930.  Sylvicola andinus ingår i släktet Sylvicola och familjen fönstermyggor. Inga underarter finns listade i Catalogue of Life.